# Јован Трајковић
Јован Трајковић (Панчево, 27. новембар 1907 — околина Моровића, 25. фебруар 1942), службеник, један учесника бега робијаша-комуниста из Сремско-митровичког затвора, августа 1941. године.

## Биографија
Рођен је 27. новембра 1907. године у Панчеву.
Револуционарном радничком покрету прикључио се крајем двадесетих година, а члан Комунистичке партије Југославије (КПЈ) постао је 1929. године. Због комунистичке активности, ухапшен је и 11. децембра 1929. године осуђен од Државног суда за заштиту државе на 12 година робије. Пресудом Окружног суда у Сремској Митровици, 21. јуна 1934. године, казна му је повећана за још две године, због учешћа у мартовским демонстрацијам осуђеника-комуниста. Казну је издржавао у затворима у Сремској Митровици, Марибору и Лепоглави.
Један је од учесника бега групе од 32. робијаша-комуниста из Сремскомитровачког затвора, које је извршено 22. августа 1941. године. После бега се прикључио Фрушкогорском партизанском одреду. Погинуо је 25. фебруара 1942. године, код Моровића у сукобу с усташком патролом.
Економско-трговинска школа у Зрењанину носи његово име, као и улице у Зрењанину, Куману и Сремској Митровици.